# Ouro Verde de Goiás
Ouro Verde de Goiás là một đô thị thuộc bang Goiás, Brasil. Đô thị này có diện tích 209,679 km², dân số năm 2007 là 4431 người, mật độ 21,1 người/km².